# Daniel Bernard
Daniel Bernard (13. September 1941 in Lyon – 29. April 2004 in Paris) war ein französischer Diplomat der als Botschafter im Vereinigten Königreich und in Algerien diente.
Daniel Bernard wurde in Lyon geboren und ging dort im Lycée du Parc zur Schule. Im Alter von 12 Jahren kam er nach Großbritannien und besuchte in Birmingham über ein halbes Jahr ein Gymnasium. Später studierte er an der Universität Lyon Englisch. Seine erste diplomatische Position bekam er an der Botschaft in Dublin.
In einer Zeit der angespannten englisch-französischen Beziehungen erregte Bernard als französischer Botschafter in London dadurch Aufmerksamkeit, dass er bei einer Dinner-Party Lord Black und seiner Gattin Barbara Amiel gegenüber Israel als „beschissenes kleines Land“ bezeichnete.

## Kontroverse
Im Dezember 2001 berichtete Barbara Amiel in einem Artikel im Daily Telegraph über offenen Antisemitismus in der Folge der Terroranschläge am 11. September 2001 und beschrieb wie „der Botschafter eines großen EU-Staates höflich den Gästen meines Hauses mitteilte, dass die gegenwärtigen Probleme in der Welt alle nur wegen dieses ‚shitty little country Israel‘ wären“.  „Warum“, fragte er, „sollte die Welt aufgrund dieser Leute von der Gefahr eines Dritten Weltkriegs bedroht sein?“
Binnen kurzer Zeit wurden Stimmen laut, die seinen Rücktritt forderten. Bernard selbst reagierte anfangs wütend auf den seiner Ansicht nach skandalösen Vertrauensbruch bei einer privaten Feier und behauptete, sich an den genauen Wortlaut seiner Aussagen nicht erinnern zu können. Später behauptete er, seine Bemerkungen seien verzerrt wiedergegeben worden. Er lehnte eine Entschuldigung ausdrücklich ab und bestritt vehement, antisemitisch oder gegen Israel zu sein.
Der Schaden war allerdings bereits angerichtet, als die französische Botschaft die Bemerkungen auf Daniel Bernards unzureichende Englischkenntnisse zurückführen wollte und mitteilte, dass er über den Vorwurf des Antisemitismus äußerst aufgebracht sei.
Bernard, der ein enger Vertrauter des damaligen französischen Präsidenten Jacques Chirac war, trat nicht zurück, wechselte aber im September 2002 auf den Posten des französischen Botschafters in Algerien, nach Angaben eines Sprechers auf seinen ausdrücklichen Wunsch.